# Omarosa Manigault
Omarose Onee Manigault Newman, conosciuta semplicemente come Omarosa (Youngstown, 5 febbraio 1974), è un'attrice, personaggio televisivo e politica statunitense.
È stata assistente del Presidente e Direttrice delle Comunicazioni dell'Ufficio per le Pubbliche Relazioni del presidente degli Stati Uniti Donald Trump dal 2017 al 2018.

## Biografia
Newman è nata in Youngstown (Ohio), figlia di Theresa Marie Walker e Jack Thomas Manigault Sr. Il padre di Omarosa fu assassinato quando lei aveva sette anni.
Dopo essersi diplomata alla Rayen School di Youngstown, ha conseguito una laurea in giornalismo radiotelevisivo nel 1996 presso l'Università Statale di Wilberforce (Ohio). In seguito si è trasferita a Washington, per frequentare l'Università di Howard, dove ha conseguito un master e ha lavorato per un dottorato in comunicazione, che non ha finito.
Nell'agosto 2009 si iscrisse al Seminario Teologico Unito in Ohio, per conseguire un dottorato in Scienze del Ministero. Ha ricevuto l'abilitazione di predicatore nel febbraio 2011 dalla sua chiesa (Weller Street Missionary Baptist Church di Los Angeles) e poi è stata formalmente ordinata reverendo il 27 febbraio 2012.
Nel febbraio 2012 stava lavorando per finire la sua laurea al Seminario Teologico di Payne. Omarosa ha affermato che è stata ordinata Ministro Battista.
Nel 2000 sposa Aaron Stallworth e cambia il cognome diventando Omarosa Manigault-Stallworth. In seguito al divorzio nel 2005 torna a usare il suo nome. Successivamente ha una relazione con Michael Clarke Duncan, fino alla morte di quest'ultimo, avvenuta nel settembre 2012. Ha quindi una relazione con il wrestler della WWE Thaddeus Bullard.
Omarosa ha sposato John Allen Newman l'8 aprile 2017 a Washington. Newman è il padre superiore del santuario al monte Calvario, una chiesa di Jacksonville in Florida.
Dopo il matrimonio, Omarosa si è spostata alla Casa Bianca per un servizio fotografico, ma non ha potuto pubblicare le  foto per problemi  di etica e sicurezza.
Dal 20 gennaio 2017 è stata la Direttrice delle Comunicazioni dell'Ufficio per le Pubbliche Relazioni del presidente degli Stati Uniti Donald Trump.
Il 13 dicembre ha annunciato le sue dimissioni che sono diventate effettive il 20 gennaio 2018.
Nell'agosto 2018 Manigault ha pubblicato Unhinged, descrivendo in dettaglio il suo mandato alla Casa Bianca e criticando Trump e la sua amministrazione.  Due giorni prima della pubblicazione del libro, ha pubblicato il primo di ben 200 nastri segreti registrati durante il suo mandato alla Casa Bianca.  A partire dal 23 novembre 2019, ha pubblicato quattro nastri.  Il primo nastro pubblicato, che è stato segretamente registrato all'interno della Situation Room, è stato descritto come "una delle peggiori violazioni della sicurezza della Casa Bianca di sempre", anche se si ritiene che il nastro non violi l'Espionage Act.